# オッターバッハ
オッターバッハ (独: Otterbach)はドイツ連邦共和国 ラインラント＝プファルツ州カイザースラウテルン郡にある町村。オッターバッハ連合自治体 (独: Verbandsgemeinde Otterbach) の行政庁所在地である。
ラウター川沿いの、カイザースラウテルンの北約5kmに位置する。

## 姉妹都市
- - ミーラ(Mihla) （テューリンゲン州 1991年から）